# Ronde van Spanje 2014/Twintigste etappe
De twintigste etappe van de Ronde van Spanje 2014 werd gereden op 13 september 2014. Het was opnieuw een bergrit over 163,8 km van Santo Estevo de Ribas de Sil naar Puerto de Ancares. De Spanjaard Alberto Contador bevestigde andermaal zijn heerschappij in deze Vuelta door met 16 seconden verschil te winnen van zijn rivaal Chris Froome.

## Ritverslag
Voor Chris Froome was het de laatste kans om de leiderstrui van Alberto Contador over te nemen. De vluchters van de dag waren Wout Poels, Maxime Méderel, Jérôme Coppel en Przemysław Niemiec, die op een bepaald ogenblik bijna 9 minuten voorsprong hadden.
Eerst begaf Poels het en met het peloton op de hielen liet ook Méderel het afweten.
Niemiec en Coppel hielden nog een tijdje stand. Door Philip Deignan, in dienst van Froome, werden ze toch ingehaald. Het werd uiteindelijk een strijd tussen de favorieten, waarbij Contador overtuigend won en daarbij nog wat uitliep op Froome.

## Uitslagen
| Rituitslag |                    |                            |          |
| Plaats     | Naam               | Ploeg                      | Tijd     |
| Winnaar    | Alberto Contador   | Tinkoff-Saxo               | 5u11'43" |
| 2          | Chris Froome       | Team Sky ProCycling        | + 16"    |
| 3          | Alejandro Valverde | Team Movistar              | + 57"    |
| 4          | Joaquim Rodríguez  | Team Katjoesja             | + 1'18"  |
| 5          | Fabio Aru          | Astana Pro Team            | + 1'21"  |
| 6          | Warren Barguil     | Team Giant-Shimano         | + 2'51"  |
| 7          | Giampaolo Caruso   | Team Katjoesja             | + 2'55"  |
| 8          | Samuel Sánchez     | BMC Racing Team            | + 2'58"  |
| 9          | Daniel Navarro     | Cofidis, Solutions Crédits | + 3'15"  |
| 10         | Damiano Caruso     | Cannondale                 | + 3'20"  |
|            |                    |                            |          |
| 15         | Wilco Kelderman    | Belkin-Pro Cycling Team    | + 5'21"  |
| 21         | Maxime Monfort     | Lotto Belisol              | + 7'43"  |

| Algemeen Klassement |                    |                            |           |
| Plaats              | Naam               | Ploeg                      | Tijd      |
| Rode trui           | Alberto Contador   | Tinkoff-Saxo               | 81u12'13" |
| 2                   | Chris Froome       | Team Sky ProCycling        | + 1'37"   |
| 3                   | Alejandro Valverde | Team Movistar              | + 2'35"   |
| 4                   | Joaquim Rodríguez  | Team Katjoesja             | + 3'57"   |
| 5                   | Fabio Aru          | Astana Pro Team            | + 4'46"   |
| 6                   | Samuel Sánchez     | BMC Racing Team            | + 10'07"  |
| 7                   | Daniel Martin      | Garmin Sharp               | + 10'24"  |
| 8                   | Warren Barguil     | Team Giant-Shimano         | + 12'13"  |
| 9                   | Daniel Navarro     | Cofidis, Solutions Crédits | + 13'09"  |
| 10                  | Damiano Caruso     | Cannondale                 | + 13'15"  |
|                     |                    |                            |           |
| 15                  | Wilco Kelderman    | Belkin-Pro Cycling Team    | + 25'36"  |
| 16                  | Maxime Monfort     | Lotto Belisol              | + 30'03"  |

| Puntenklassement |                    |                         |        |
| Plaats           | Naam               | Ploeg                   | Punten |
| Groene trui      | John Degenkolb     | Team Giant-Shimano      | 169    |
| 2                | Alejandro Valverde | Team Movistar           | 146    |
| 3                | Alberto Contador   | Tinkoff-Saxo            | 145    |
|                  |                    |                         |        |
| 9                | Jasper Stuyven     | Trek Factory Racing     | 64     |
| 18               | Wilco Kelderman    | Belkin-Pro Cycling Team | 36     |

| Bergklassement        |                    |                         |        |
| Plaats                | Naam               | Ploeg                   | Punten |
| Bolletjestrui (blauw) | Luis León Sánchez  | Caja Rural-Seguros RGA  | 58     |
| 2                     | Alberto Contador   | Tinkoff-Saxo            | 45     |
| 3                     | Alejandro Valverde | Team Movistar           | 40     |
|                       |                    |                         |        |
| 12                    | Wout Poels         | Omega Pharma-Quick-Step | 15     |
| 27                    | Bart De Clercq     | Lotto Belisol           | 4      |

1e etappe ·
2e etappe ·
3e etappe ·
4e etappe ·
5e etappe ·
6e etappe ·
7e etappe ·
8e etappe ·
9e etappe ·
10e etappe ·
11e etappe ·
12e etappe ·
13e etappe ·
14e etappe ·
15e etappe ·
16e etappe ·
17e etappe ·
18e etappe ·
19e etappe ·
20e etappe ·
21e etappe
Startlijst · Eindstanden · Afbeeldingen